# Greblești, Vâlcea
Greblești este un sat în comuna Câineni din județul Vâlcea, Muntenia, România.
Satul Greblești are aproximativ 500 de case. Majoritatea locuitorilor lucrează în orașul Sibiu. Marea majoritate a tinerilor sunt plecați la muncă în: Spania, Italia, Portugalia. Ocupația multor cetățeni este creșterea animalelor în special al oilor, astfel în satul Greblești existând aproximativ 5000 de oi rasa țurcană. Comerțul în general este asigurat prin cele șapte magazine, în regim de bar funcționează una singură. Localitatea are un iluminat corespunzător, dispune de rețea proprie de apă.

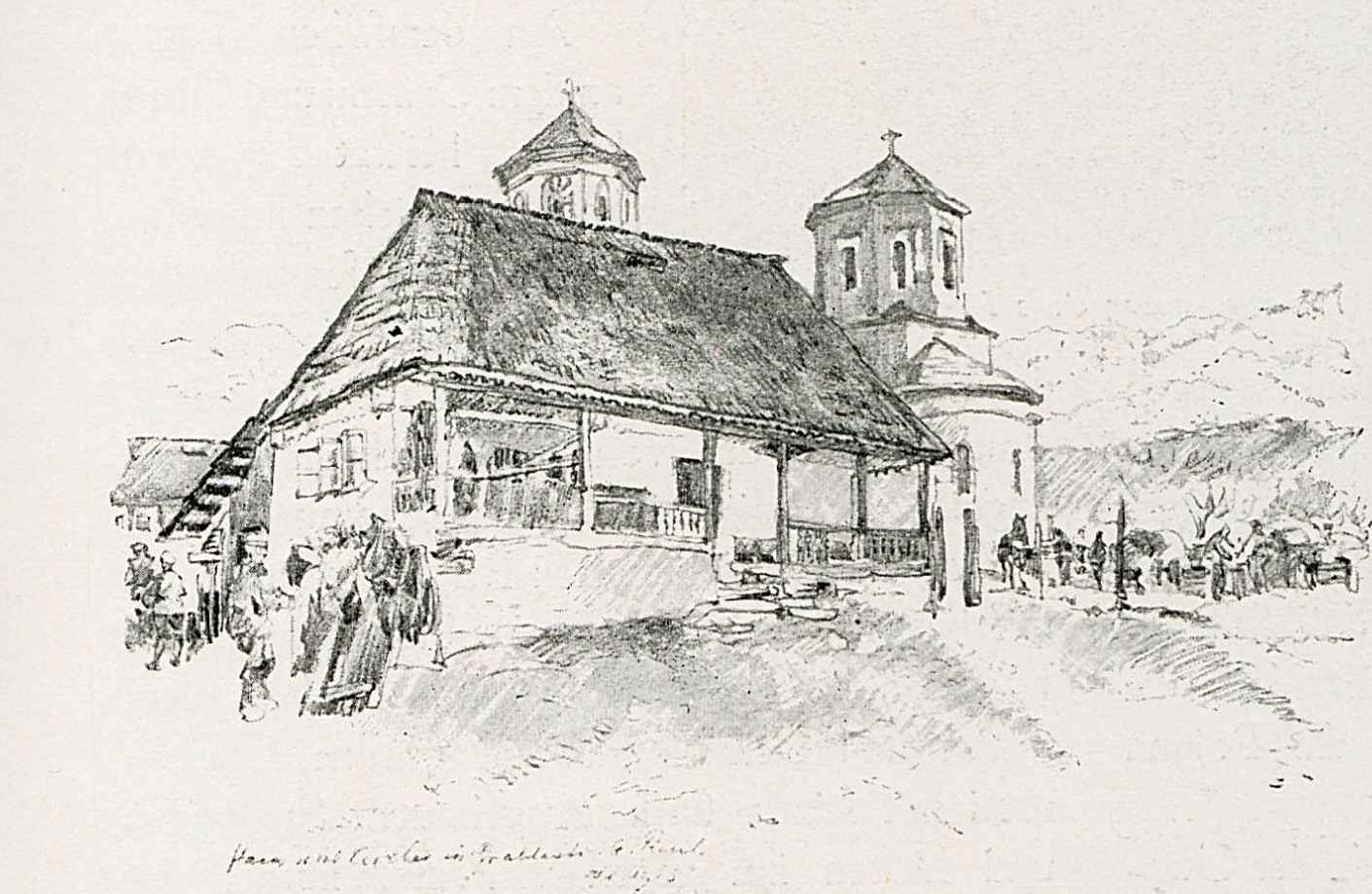
Biserica din Greblesti, 1916

 Acest articol despre o localitate din județul Vâlcea este deocamdată un ciot. Puteți ajuta Wikipedia prin completarea lui.